# 斜方刺叶耳蕨
斜方刺叶耳蕨（学名：Polystichum rhombiforme）为鳞毛蕨科耳蕨属下的一个种。

## 扩展阅读
維基物種上的相關：斜方刺叶耳蕨